# Moinho de Vento da Pereira
O Moinho de Vento da Pereira é um edifício histórico na freguesia de freguesia de São Luís, no Município de Odemira, na região do Alentejo, em Portugal.

## Descrição e história
O imóvel consiste num moinho de vento com torre fixa e capelo giratório, tipo de estrutura comum na região mediterrânica. Apresenta uma planta circular, e um volume de forma cónica. É um dos poucos exemplares sobreviventes da antiga indústria de moagem na freguesia de São Luís, em conjunto com os moinhos da Agonia, Toca do Mocho e Quintas.
O edifício foi provavelmente construído no século XIX. Em 2013 já não se encontrava em funcionamento, embora ainda mantivesse as estruturas de moagem no seu interior. Situa-se nas imediações da povoação de Garatuja, num local com uma boa vista panorâmica sobre a área em redor, principalmente a aldeia de São Luís, sendo possível visualizar a Serra de Monchique nos dias sem nevoeiro.
Insere-se na área protegida do Parque Natural do Sudoeste Alentejano e Costa Vicentina.

## Leitura recomendada
- QUARESMA, António Martins (2009). Cerealicultura e farinação no Concelho de Odemira: Da Baixa Idade Média à época contemporânea. Odemira: Câmara Municipal de Odemira. 124 páginas. ISBN 978-989-8263-02-5
- TENDEIRO, Ana Gonçalves (2009). Os moinhos do Concelho de Odemira no século XXI. Odemira: Câmara Municipal de Odemira